# Pareustroma reticulata
Pareustroma reticulata är en fjärilsart som beskrevs av Moore 1867. Pareustroma reticulata ingår i släktet Pareustroma och familjen mätare. Inga underarter finns listade i Catalogue of Life.